# Indicator archipelagicus
Indicator archipelagicus là một loài chim trong họ Indicatoridae.